# Mweka
Mweka är en ort i provinsen Kasaï i Demokratiska republiken Kongo. Det ligger också i Kungariket Kuba.
Staden ligger vid Kasaïjärnvägen mellan Kananga (250 kilometer bort) och hamnstaden vid Kasaïfloden Ilebo (172 kilometer bort).
Mweka är administrativt centrum i territoriet Mweka. Cathédrale Saint-Martin är säte för Mwekas romersk-katolska biskopsdöme, som grundades av den belgiska katolska Congregatie van het Onbevlekt Hart van Maria ("Marias obefläckade hjärtas orden") i Scheut i Anderlecht i Belgien.